# Antonello Governale
Antonello Governale (Milano, 1º febbraio 1953) è un doppiatore e direttore del doppiaggio italiano.

## Biografia
Tra i personaggi dell'animazione, è noto per aver doppiato Sweetchuck in Scuola di polizia e Mr. Thickley in Tazmania.

## Doppiaggio

### Serie TV
- Ned Wertimer ne I Jefferson
- Chevy Chase in Community
- Robert Newman in Sentieri
- Paul Benedict ne I Jefferson (3ª voce)

### Animazione
- Aspides in I Cavalieri dello zodiaco (ep. 2-3), I Cavalieri dello zodiaco - Le porte del paradiso, I Cavalieri dello zodiaco - Saint Seiya - Hades
- Carl Sweetchuck in Scuola di polizia
- Mr. Thickley in Tazmania
- Splinter in Tartarughe Ninja
- Simba in Evelyn e la magia di un sogno d'amore
- FantaBuggy in Ghostbusters
- Foofur in Foofur superstar
- Tata in Conte Dacula
- Artemis in Sailor Moon
- Preside McVicker in Beavis and Butt-head
- Karin (1ª voce) in Dragon Ball
- Jingle Pentagramma in L'incantevole Creamy
- Kaa in Il libro della giungla (serie del 1989)
- Alli in Poppets Town
- Lento in Fifi e i bimbi fioriti
- Mr. McGoof in Le avventure di Piggley Winks
- Bemolle in I tre porcellini
- Yoshi in Super Mario
- Signor Fujinami negli OAV di Lamù
- Sinistro in Insuperabili X-Men
- Hammermann/Stanley Burrell in Hammerman
- Gondo Barbafulva in Overlord
- Samuel Abraham in My Hero Academia: Two Heroes
- Spotty in SuperTed

### Videogiochi
- Daniel Clarke in Call of Duty: Black Ops (2010)[1]
- Lleril in The Elder Scrolls V: Skyrim (2011)[2]
- Lachdanan in Diablo III (2012)[3]
- Capitan Blade in Borderlands 2 (2012)[4]
- Edward Braddock e William Molineux in Assassin's Creed III (2012)[5]
- Samuel Beechworth in Dishonored (2012)[6]
- Laureano Jose Torres y Ayala in Assassin's Creed IV: Black Flag (2013)[7]
- Kalmor, Lord Wynton e Mephisto in Diablo III: Reaper of Souls (2014)[3]
- Il Sindriffo in Borderlands: The Pre-Sequel (2014)[8]
- Fergus Reid in Wolfenstein: The New Order (2014) e Wolfenstein II: The New Colossus (2017)
- Al'Akir, Veggente della terra, Gnomo aggiustatutto, Neptulon e Sciamano Mazzaduna in Hearthstone (2014)[9]
- Commodoro Ford in Heroes of the Storm (2015)[10]
- Tony Alpert, Tap e Leo in Battlefield Hardline (2015)[11]
- Clorarion in Starcraft II - Legacy of the Void (2015)[12]
- Lucius Debeer in Deus Ex: Mankind Divided (2016)[13]
- Minh Yung Kim in Gears of War 4 (2016)[14]
- Salvatore "Sal" Marcano in Mafia III (2016)
- Tiny Tiger e Nefarious Tropy in Crash Bandicoot: N. Sane Trilogy (2017)
- Personaggi minori in Assassin's Creed: Origins (2017)
- Nicolao in Assassin's Creed: Odyssey (2018)[15]
- Stanton Shaw in Call of Duty: Black Ops IIII (2018)[16]
- Nasty Norc, Sgt. Byrd e personaggi vari in Spyro: Reignited Trilogy (2018)
- Masataka Oniwa Gyobu in Sekiro: Shadows Die Twice (2019)[17]
- Nefarious Tropy, Tiny Tiger, Geary, Koala Kong, Nasty Norc e Megamix (con Silvano Piccardi) in Crash Team Racing Nitro-Fueled (2019)[18]
- Dr. Nefarious Tropy in Crash Bandicoot 4: It's About Time (2020)[19]
- Njörðr in Assassin's Creed: Valhalla (2020)[20]
- Dedalo e alcuni soldati in Immortals Fenyx Rising (2020)[21]
- Alastair McKellen in Outriders (2021)[22]
- Generale Grievous in LEGO Star Wars: La saga degli Skywalker (2022)[23]
- Sangye in Diablo IV (2023)[24]
- Dr. Barlow in Jumanji: Wild Adventures (2023)[25]
- Giangurgolo e Litho 2 in Enotria: The Last Song (2024)[26]
- Bazos, Christopher Dente e Mikuszewski in Batman: Arkham Shadow (2024)[27]
- Momochi Sandayu in Assassin's Creed Shadows (2025)[28]